# Neosclerocalyptus
Neosclerocalyptus es un género extinto de gliptodóntido que vivió desde el Plioceno al Holoceno en Sudamérica.

## Especies
Se conocen las siguientes:
- Neosclerocalyptus castellanosi[3] Zurita et al., 2013
- Neosclerocalyptus gouldi Zurita et al., 2008
- Neosclerocalyptus heusseri (Ameghino, 1889)
- Neosclerocalyptus ornatus (Owen, 1845) (especie tipo)
- Neosclerocalyptus paskoensis Zurita, 2002
- Neosclerocalyptus pseudornatus (Ameghino, 1889)